# چلوراکا
چلوراکا (به لاتین: Chloraka) یک روستا در قبرس است که در ناحیه پافوس واقع شده‌است.

## خصوصیات
چلوراکا  ۴٬۴۲۰ نفر جمعیت دارد.